# 공주 갑사 석조약사여래입상
공주 갑사 석조약사여래입상(公州 甲寺 石造藥師如來立像)은 충청남도 공주시 계룡면, 갑사에 있는 석불이다. 1976년 1월 8일 충청남도의 유형문화재 제50호로 지정되었다.

## 개요
갑사 동쪽 계곡 약 100m 지점의 자연 동굴안에 있는데, 원래는 갑사 뒷산의 사자암에 있었던 것이라고 한다.
머리에는 상투 모양의 머리묶음이 큼직하고 얼굴은 긴편이다. 양 어깨에 걸쳐 입은 옷은 가슴을 약간 노출시키고, 무릎 아래까지 늘어져 있다. 가슴 아래로는 반원형의 옷주름이 표현되었고, 왼쪽 어깨 부근에서는 한 가닥의 주름이 어깨너머로 넘어가고 있는 모습이다. 손모양을 살펴보면 오른손을 가슴까지 들어 손바닥을 밖으로 하고 왼손에는 약그릇을 들고 있어 약사여래임을 알 수 있다.
전체적인 구성미와 조각수법으로 보아 고려 중기에 만들어진 불상으로 추정된다.

## 같이 보기
- 갑사

## 참고 자료
- 갑사석조약사여래입상 - 국가유산청 국가유산포털